# 풍양역 (남양주)
풍양역(Pungyang station, 豊壤驛)은 경기도 남양주시 진접읍에 있는 수도권 전철 4호선의 전철역이다. 진접선의 유일한 지상역이다. 왕숙1신도시와 진접2지구의 교통 개선을 위해 신설 예정인 추가역으로 2026년 개통을 목표로 역 신설이 추진되고 있으며, 서울 지하철 9호선의 연장선인 강동-하남-남양주 도시철도 계획이 이 역을 종점으로 하고 있고, 2028년에 개통할 예정이다.

## 역 구조
2면 2선의 상대식 승강장을 갖춘 지상역이며, 스크린도어가 설치될 예정이다.
| 오남 ↑      |
| \| 상       |
| ↓별내별가람 |

| 상행 | ● 수도권 전철 4호선 | 오남 · 진접 방면            |
| 하행 | ● 수도권 전철 4호선 | 창동 · 남태령 · 오이도 방면 |

## 인접한 역
| 진접선             | 진접선              | 진접선                     |
| ------------------ | ------------------- | -------------------------- |
| 406 오남 진접 방면 | ● 수도권 전철 4호선 | 408 별내별가람 남태령 방면 |